# Myzostoma evermanni
Myzostoma evermanni is een ringworm uit de familie Myzostomatidae.
Myzostoma evermanni werd in 1907 voor het eerst wetenschappelijk beschreven door McClendon.